# Kiewlaki
Kiewlaki (lit. Kiaulėkai) − wieś na Litwie, w rejonie solecznickim, 7 km na północny zachód od Podborza, zamieszkana przez 15 ludzi. Przed II wojną światową w Polsce, w powiecie lidzkim województwa nowogródzkiego.